# Parque nacional Purnululu
El Parque nacional Purnululu es un lugar declarado Patrimonio de la Humanidad por la Unesco, en el año 2003. Está situado en Australia Occidental, Australia, 2054 kilómetros al noreste de Perth. Las ciudades más cercanas al parque son Kununurra al norte, la principal, y Halls Creek al sur. El acceso al parque es a través de la pista Spring Creek Track, desde la autopista Great Northern Highway, unos 250 km al sur de Kununurra, al final de la pista se encuentra la recepción de visitantes. La vía tiene unos 53 km de largo y es transitable sólo en la estación seca, desde el 1 de abril al 31 de diciembre, y solamente con automóviles todoterreno. El trayecto dura, aproximadamente, 3 horas. El acceso por avión es menos demandado, los vuelos de helicópteros están disponibles, desde el Turkey Creek Roadhouse en Warmun, a 187 km al sur de Kununurra, y la avioneta, desde Kununurra. Abarca un área protegida de 239.723 ha y una zona de protección de 79.602 ha.

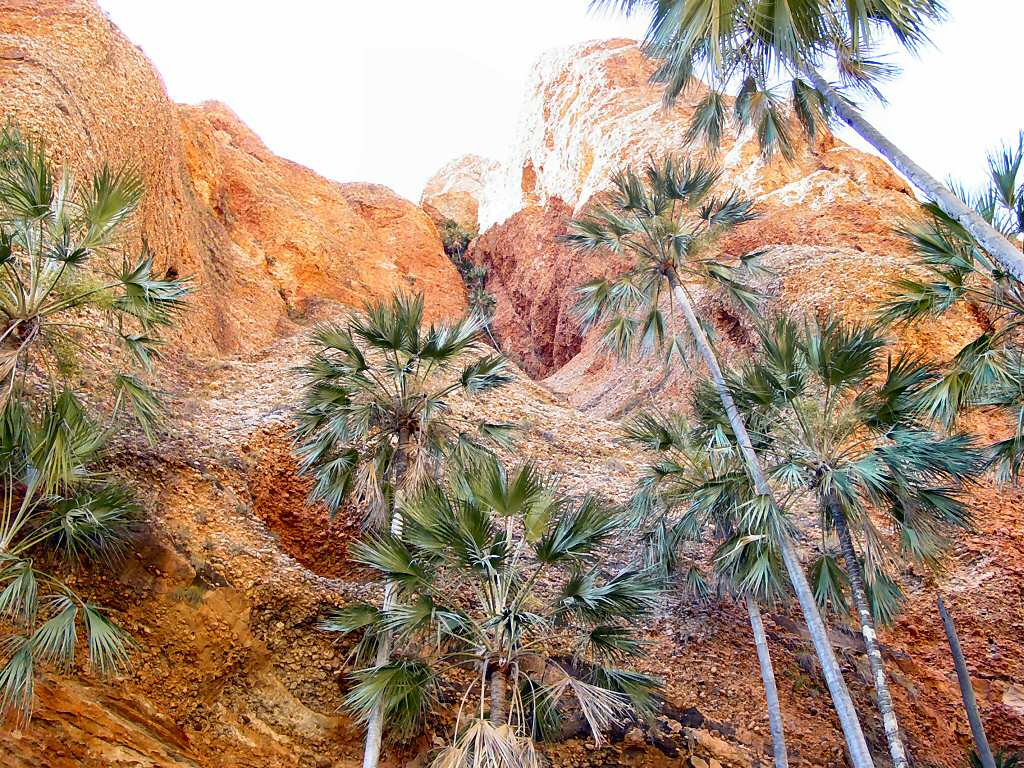
Palmeras en uno de los numerosos cañones.

"Purnululu" es el nombre dado a la arenisca en la zona de Bungle Bungle Range por los Kija grupo aborigen australiano. El nombre significa arenisca o puede ser una corrupción de la hierba de bulto. Los Bungle Bungle Range están totalmente dentro del parque, teniendo grandes elevaciones hasta 578 metros sobre el nivel de mar. Es famoso por los conos de arenisca, insólitos y visualmente asombrosos con sus bandas donde se alternan los naranjas con los grises. Los estratos de los conos son debidos a diferencias en el contenido de arcilla y la porosidad de las capas de arenisca: el estrato naranja consiste en óxido de hierro, donde las cianobacterias no pueden multiplicarse pues se desecan rápidamente; por el contrario, el estrato gris está compuesto de cianobacterias que se multiplican sobre la superficie de la arenisca, donde la humedad se mantiene.

## El origen del paisaje
El distintivo paisaje en forma de colmenas formando torres, está compuesto de areniscas y por conglomerados. Estas formaciones de rocas sedimentarias fueron depositadas en la Cuenca de Ord de 375 a 350 millones de años, cuando se fue creando el paisaje. Los efectos combinados del viento del desierto de Tanami y las precipitaciones de millones de años formaron los conos.  Existe en la topografía del lugar un rasgo circular de 7 km de diámetro y es claramente visible en las imágenes de satélite de la zona de los Bungle Bungle Range (Imagen de Google Maps). Se cree que este rasgo es el resto muy erosionado de un antiguo cráter de impacto de un meteorito y se conoce como el cráter Piccaninny.